# Salvelinus schmidti
Salvelinus schmidti är en fiskart som beskrevs av Viktorovsky, 1978. Salvelinus schmidti ingår i släktet Salvelinus och familjen laxfiskar. Inga underarter finns listade i Catalogue of Life.
Den är uppkallad efter den ryske iktyologen Peter Schmidt.